# Dominique René Vandamme
Pour les articles homonymes, voir Vandamme.
Dominique Joseph René Vandamme, comte d’Unsebourg, né le 5 novembre 1770 à Cassel et mort le 15 juillet 1830 dans cette même ville, est un général français de la Révolution et de l’Empire.

## La Révolution

### Les premières armes
Fils de Maurice Vandamme, chirurgien de Cassel et de Barbe Françoise Baert, élève du lycée Faidherbe de Lille, puis de l’École militaire de Paris, et entretenu par le maréchal de Biron.
Il s'engage comme soldat le 8 juillet 1788 dans le 4e bataillon auxiliaire du régiment des colonies, s’embarque le 2 février 1789 à Lorient sur la flûte l’Uranie et arrive le 31 mars à la Martinique où il est immédiatement incorporé dans le régiment de cette colonie. Sergent en 1789 et porté comme déserteur en 1790, il rentre en France le 29 avril 1790. Soldat au régiment de Brie à partir du 22 juin 1791, puis au 24e régiment d’infanterie, il reçoit son congé définitif le 26 août 1792. Enthousiasmé par les idées de la Révolution française, il forme dans son pays natal, avec le grade de capitaine commandant de la compagnie de chasseurs de Vandamme[pas clair] . Il la conduit à l’armée du Nord, et cette compagnie ayant été amalgamée au bataillon des chasseurs du Mont-Cassel, il devient chef de ce corps le 5 septembre 1793.

### Combats en Belgique
Les armées de Hanovre occupent Hondschoote. Les Britanniques campent devant Dunkerque, qu'ils menacent d'envahir. Il commande le bataillon de Cassel qu'il mène, en avant-garde, lors de la bataille d'Hondschoote du 6 au 8 septembre, sous les ordres de Houchard. Le 27 septembre 1793, à 22 ans, il est promu général de brigade et participe à la prise de Furnes le 30 vendémiaire an II. Il contribue, le 1er thermidor, à la prise d’Ypres. En juillet 1794, lors de la prise de Nieuport sous les ordres de Moreau, une grande partie des émigrés qui s'y étaient réfugié furent massacrés. Contraint de se retirer devant des forces supérieures, il perd une partie de son artillerie. Dans cette même campagne, il se distingue  et prend Menin.
Pendant celle de l’an III, commandant par intérim la division de Moreau, il emporte le fort de Schenk le 16 brumaire, et le 19, il chasse l’ennemi de Budwich. Néanmoins, lors de la réorganisation de l’état-major de l’armée, le 25 prairial, il est mis en congé de réforme. Cette disgrâce provient de ce qu’il a été dénoncé comme terroriste et comme ayant livré Furnes au pillage. Toutefois, le Comité de salut public, par arrêté du 7 vendémiaire an IV, le remet en activité de service.

### Passage aux armées de l'Ouest
Envoyé dans l’Ouest le 29 septembre 1795, il retrouve rapidement son grade dans l'armée de Sambre-et-Meuse commandée par Jourdan, puis dans l'armée de Rhin-et-Moselle. Il enlève, le 27 thermidor de la même année, la porte qui défend la petite ville d’Alpirsbach, passe le Lech sous le feu le plus meurtrier, et à l’attaque des hauteurs de Friedberg, se précipitant sur les Autrichiens à la tête de trois régiments de cavalerie légère, il leur prend 16 pièces de canon, et les poursuit le sabre aux reins jusque dans la vallée de la Sarre. Quelques jours après il se fait encore remarquer par une attaque impétueuse des retranchements de Kehl et de Huningue. L’année suivante, au passage du Rhin à Diersheim, où il a un cheval tué sous lui, il effectue le premier débarquement, pénètre au-delà de Gengenbach et bat l’ennemi entre Zimmern et Renchen, et le chasse sur le Kniebis.
L’attentat commis à Rastatt ayant rallumé la guerre, Vandamme, qui a été nommé général de division le 17 pluviôse an VII, a le commandement de l’aile gauche de l’armée du Danube. Un jour que faiblement accompagné, il va à l’aventure reconnaître les avant-postes ennemis, il tombe dans une embuscade de dragons du régiment de Latour. Presque aussitôt abandonné des siens, il lutte seul contre 8 adversaires, en tue 2, met les autres en fuite et regagne le camp français. De nouvelles accusations ayant été dirigées contre lui, le Directoire, par un arrêté du 8 floréal, le traduit devant un conseil de guerre, mais un autre arrêté en date du 2 fructidor annule le premier. Alors le ministre envoie Vandamme sur les côtes du Nord-Ouest, afin de pourvoir à leur défense. Cette opération terminée, le 19 septembre 1799 il est placé cette fois dans l'armée de Hollande sous les ordres de Brune, se rend aux Pays-Bas, alors envahie par les forces combinées de l’Angleterre et de la Russie. Placé à l’aile gauche de l’armée gallo-batave, il prend une division russe tout entière à la bataille de Bergen, et contribue puissamment à la victoire française à la bataille de Castricum. Il poursuit Frederick, duc d'York et Albany, jusqu'à son rembarquement.

### Le Consulat
Après peu de jours passés à Cassel pour se remettre de ses fatigues, le 20 janvier 1800 il retrouve son ami Moreau dans une campagne de l'armée d'Allemagne qui est couronnée de succès : il se trouve au passage du Rhin par l’armée de ce nom, fait capituler le fort de Hohentweil, que défendent 80 pièces de canon, et combat ensuite à Hohenwiel le 2, à Stockach le 3, à Engen le 4, à Moeskirch le 5, à Menningen le 10. Le 8 août 1800 il se marie à Cassel avec Marie Françoise T'Kint. Le 17 août 1800, il est accusé cette fois d’abus et d’irrégularités administratives, il est de nouveau destitué, mais pour très peu de temps puisqu'il est affecté à l'armée des Grisons sous les ordres de Macdonald. Mis en traitement de réforme, le 29 thermidor an VIII, et rappelé le 19 fructidor, au service actif, il commande l’avant-garde de l’armée dite « de réserve », avec laquelle il franchit le Splügen.
Le 9 février 1801, la paix de Lunéville met une fin à une campagne difficile, où Vandamme s'illustre très souvent. Accueilli à son retour de la manière la plus flatteuse par le Premier consul, il en reçoit une paire de pistolets de la manufacture de Versailles. Nommé membre de la Légion d'honneur, le 19 frimaire an XII, et grand officier de l’ordre le 25 prairial suivant, alors qu’il a sous ses ordres la 2e division du camp de Saint-Omer.

## Général de l'Empire

### Les premières campagnes impériales
Le 6 octobre 1805, c'est la première campagne d'Allemagne de Napoléon Ier. Vandamme, qui commande la 2e division dans le IVe corps d'armée du maréchal Soult, a le 13 vendémiaire l’honneur de porter les premiers coups à l’armée autrichienne en culbutant, au pont de Donauworth, le régiment de Colloredo qui déplore la perte de 60 hommes et 150 prisonniers. Le 2 décembre 1805 lors de la bataille d'Austerlitz, il se bat pour la conquête du plateau de Pratzen et repousse l'infanterie russe à la baïonnette avant d'emporter le village d'Augezd puis celui de Telnitz. Sa division occupe la gauche du maréchal Soult. La victoire est décisive : 45 000 Russes et Autrichiens tués, blessés ou prisonniers (dont 15 généraux russes), 40 drapeaux et 120 canons pris. Ces actions valent à Vandamme, le 3 nivôse, la dignité de grand aigle de la Légion d'honneur, ainsi qu’une habitation dans les polders de l’île de Cadsand.
Le 2 décembre 1806 Napoléon l'envoie aux côtés de son frère Jérôme. À la tête d'une division wurtembergeoise, il s'empare de Glogau le 5 décembre, fait tomber Breslau qui capitule le 4 janvier 1807, Brieg-sur-Oder le 17 janvier, Schweidnitz le 8 février, Neisse le 16 juin. Se portant ensuite sur Glatz, il force, le 23 juin, le camp retranché établi en avant de cette ville. Le 22 octobre 1806 il est fait grand-croix de l'ordre royal de Hollande et Frédéric de Wurtemberg le fait grand-croix de l'ordre militaire.

### La campagne de 1809 et le camp de Boulogne
L’Empereur lui a donné le commandement de la 16e division militaire le 11 septembre 1807, et l’a investi de celui du camp de Boulogne le 16 août 1808 ; il l’envoie, le 11 mars 1809, à Heidenheim, se mettre à la tête de 10 000 Wurtembergeois formant le 8e corps de la Grande Armée avec lequel le 29 avril et conjointement avec le maréchal Lefebvre, il bat à Abensberg la division autrichienne du général Thierry, prend le 22 avril 1809 à la bataille d'Eckmühl le château et le village de ce nom, et le 17 mai repousse vigoureusement l’ennemi à Urfar. En juillet 1809 il est blessé à Wagram. Réintégré à son retour de l’armée dans le commandement du camp de Boulogne, occupé pendant son absence par le général Sainte-Suzanne, il se permet de s’installer violemment dans la maison du maire et de faire jeter dehors les meubles qu’il ne trouve pas à sa convenance. Napoléon l'envoie dans la 14e division militaire, après l’avoir nommé le 1er janvier 1811, président du collège électoral de Hazebrouck. Il l’a quelque temps auparavant créé comte d’Unsebourg.

### La campagne de 1813 et le désastre de Kulm

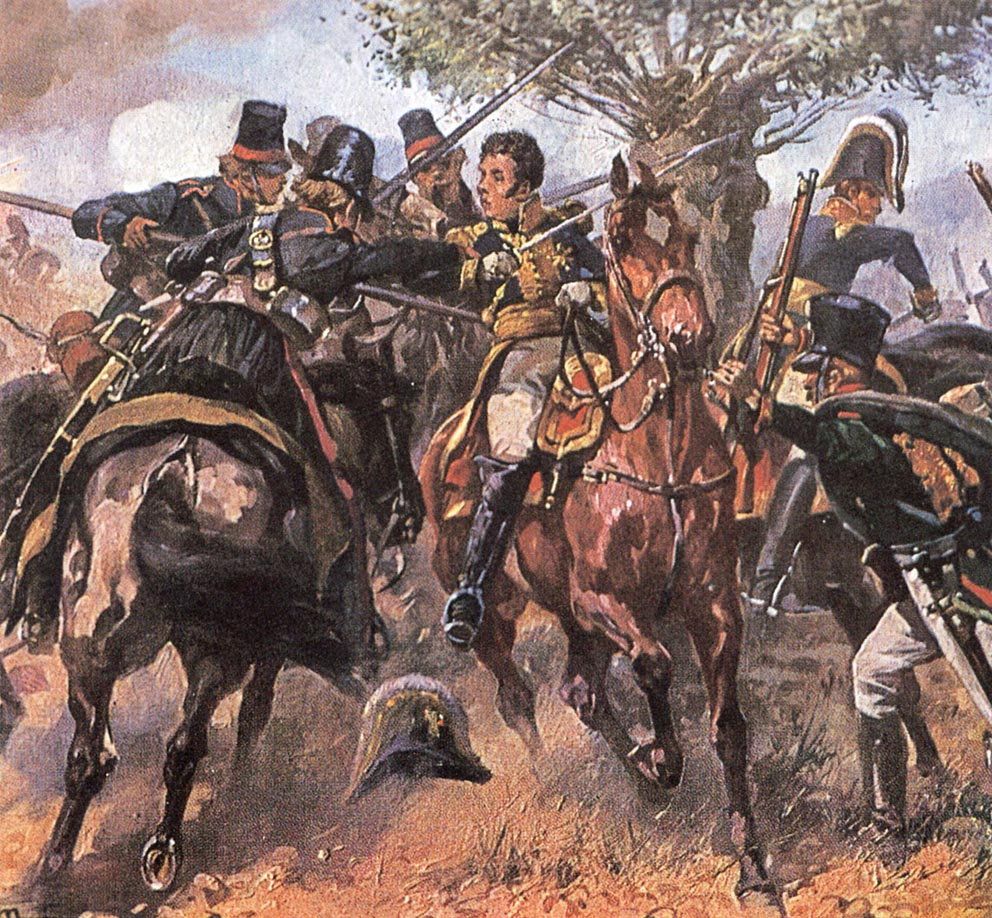
Capture du général Vandamme à la bataille de Kulm, le 30 août 1813. Illustration de Fritz Neumann, vers 1913.

Quoique destiné à commander les troupes westphaliennes faisant partie de l’armée expéditionnaire de Russie, il ne fait point cette campagne, ayant été mis en disponibilité le 6 août 1812, par suite de ses démêlés avec le roi Jérôme. Rappelé à la Grande Armée le 18 mars 1813, il y commande le 1er corps. Maître de Haarbourg le 27 avril, le 29 il occupe l’île de Wilhemsburg, ce qui lui permet de commencer le bombardement de Haarbourg, que l’ennemi évacue dans la nuit du 30 au 31, et il se prépare à marcher contre les Russes, quand un armistice suspend momentanément les hostilités.
Celles-ci étant reprises, il s’empare le 25 août de Perne et de Hodendorf, défait le 28, le duc de Wurtemberg, à qui il fait 2 000 prisonniers, passe une gorge des monts Métallifères entre la Saxe et la Bohême et marche sur Kulm (au nord d'Ústí nad Labem), où 15 000 Russes et Autrichiens commandés par le général Ostermann puis par le général Barclay de Tolly, le contraignent à rétrograder après un combat opiniâtre. Le 30 août, le général Kleist et ses Prussiens attaquent la position de Vandamme sur ses arrières et déterminent le sort de la bataille. C'est la défaite de Kulm. Il est capturé par des cosaques alors qu'il tente de sauver son armée et est fait prisonnier, emmené à Moscou, puis transféré à Viazma.

### La campagne de Belgique
En 1814, à la signature de la paix, il est de retour en France le 1er septembre, et est assigné à résidence à Cassel par ordre du gouvernement. L’événement du 20 mars 1815, le ramène sur la scène du monde. Il se rend aussitôt à Paris. Pendant les Cent-Jours, il se rallie à l’Empereur qui le fait pair de France. Le 9 avril 1815 Napoléon le place à la tête du 3e corps d’armée, avec laquelle, après la bataille de Ligny, il obtient un avantage significatif à Wavre. Il poursuit l’ennemi lorsqu’il apprend le désastre de la bataille de Waterloo. Cependant, constamment harcelé par les Prussiens, il opère sa retraite en bon ordre, passe la Sambre à Namur sans qu’ils osent l’inquiéter, et continue son mouvement rétrograde sur Paris, où il ramène son corps d’armée presque intact ainsi qu’un matériel considérable. Il occupe alors Montrouge, Meudon, Vanves et Issy. Plusieurs généraux, à la tête desquels on remarque Philibert Fressinet, viennent l’y trouver pour lui offrir le commandement en chef de l’armée : il refuse. Paris étant occupé par les alliés, il se retire derrière la Loire, et envoie sa soumission au roi, ce qui ne l’empêche pas d’être compris dans l’ordonnance du 24 juillet.

## La Restauration

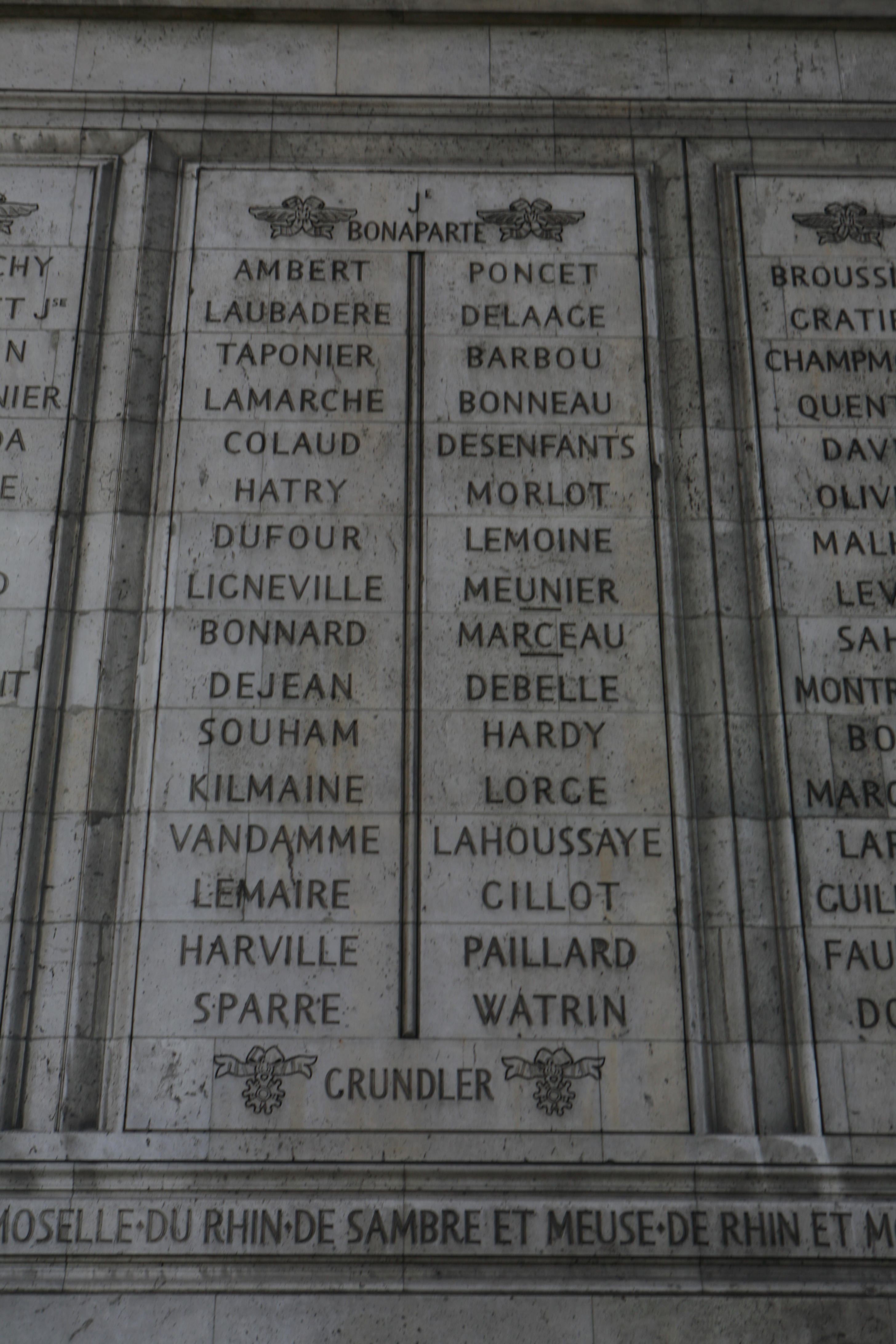
Noms gravés sous l'arc de triomphe de l'Étoile : pilier Nord, 5e et 6e colonnes.

Il se retire d’abord dans un château près de Limoges, mais le préfet de la Haute-Vienne lui a prescrit de sortir de ce département dans les vingt-quatre heures, il prend la route d’Orléans et se rend à Vierzon. Enfin, compris dans l’ordonnance du 24 juillet 1815, il lui faut sortir du Royaume, et ne trouvant pas d’asile en Belgique, il s’embarque pour les États-Unis. L’ordonnance du 1er décembre 1819 sur les bannis met fin à son exil ; il est même rétabli le 1er avril 1820 sur le cadre de l’état-major général, comme disponible. Puis il prend sa retraite définitive le 1er janvier 1825. Depuis cette époque, Vandamme, retiré, passe la belle saison à Cassel, l’hiver à Gand, occupant ses loisirs à des œuvres de bienfaisance et à rédiger des Mémoires.
Il meurt à Cassel le 15 juillet 1830. Il est inhumé au cimetière de Cassel. Son nom est inscrit sur le côté Nord de l’arc de triomphe de l'Étoile.

## Règlement d'armoiries
| Image | Armoiries |
| ----- | --- |
|       | Armes du comte Vandamme et de l'Empire De gueules à un château d'argent terrassé de sinople, ouvert et ajouré de sable, la porte surmontée d'une renommée d'or ; au chef tiercé en pal : au I, le canton des comtes militaires de l'Empire ; au II, d'or à un écusson d'azur chargé d'un S d'or dans un orle du même ; au III, de sable à quatre grenades d'or, enflammées de gueules, rangées en bande. |

## Sources partielles
- « Dominique René Vandamme », dans Charles Mullié, Biographie des célébrités militaires des armées de terre et de mer de 1789 à 1850, 1852 [détail de l’édition] ;
- « Dominique René Vandamme », dans Adolphe Robert et Gaston Cougny, Dictionnaire des parlementaires français, Edgar Bourloton, 1889-1891 [détail de l’édition] ;
- Service historique de l'armée de terre – Fort de Vincennes – Dossier SHAT Cote : 7 Yd 303.
- Notices d'autorité :   - VIAF
  - ISNI
  - BnF (données)
  - IdRef
  - LCCN
  - GND
  - Belgique
  - Pays-Bas
  - Pologne
  - Israël
  - NUKAT
  - WorldCat
- Ressources relatives aux beaux-arts :   - British Museum
  - National Portrait Gallery
- Ressource relative à la vie publique :   - base Léonore
- Notices dans des dictionnaires ou encyclopédies généralistes :   - Biografisch Portaal van Nederland
  - Britannica
  - Deutsche Biographie